# Ley por el derecho a la vivienda
La Ley 12/2023, de 24 de mayo, por el derecho a la vivienda es una norma española de carácter estatal aprobada por las Cortes Generales que establece, por primera vez en la legislación española, un marco normativo general para garantizar el acceso a una vivienda digna, adecuada y asequible. Su objetivo principal es desarrollar el derecho constitucional recogido en el artículo 47 de la Constitución Española de 1978, promoviendo medidas para aumentar la oferta de vivienda protegida, regular los precios del alquiler en zonas tensionadas y fomentar la transparencia en el mercado inmobiliario.

## Contenido y objetivos
La ley regula aspectos claves del mercado de la vivienda, entre ellos:
- La planificación y control del parque público de vivienda.
- Nuevas categorías de vivienda protegida (social, de precio limitado, asequible incentivada).
- Incentivos y limitaciones fiscales para promover el alquiler asequible.
- Definición de "zona tensionada" y mecanismos para la contención de rentas.
- Medidas contra la vivienda vacía y normas de transparencia para grandes tenedores.

### Vivienda protegida
La norma introduce una clasificación clara de vivienda protegida:
- Vivienda social, orientada a personas vulnerables, generalmente en régimen de alquiler.
- Vivienda de precio limitado, con restricciones de venta o alquiler durante un mínimo de 30 años.
- Vivienda asequible incentivada, de titularidad privada pero sujeta a condiciones de precio a cambio de beneficios fiscales o urbanísticos.[3]

Asimismo, se amplían las reservas de suelo para vivienda protegida: hasta el 40 % en suelo urbanizable y el 20 % en suelo urbano no consolidado, de las cuales al menos el 50 % deben destinarse a alquiler.

### Regulación del alquiler
Uno de los ejes centrales es el control de los precios del alquiler en áreas designadas como zonas de mercado residencial tensionado. En ellas, las administraciones pueden aplicar límites de actualización de renta o fijar precios máximos para grandes tenedores.
Además, se crea un Sistema Estatal de Referencia de Precios del Alquiler con el fin de dotar de mayor transparencia al mercado.

### Grandes tenedores
La ley define como gran tenedor a cualquier persona física o jurídica con cinco o más viviendas urbanas (antes eran diez), otorgándole nuevas obligaciones de información y ofreciendo mecanismos para que las administraciones puedan aplicar recargos en el IBI a viviendas vacías, hasta un 150 %.

## Polémicas y críticas
La ley fue duramente criticada por sectores del mercado inmobiliario y por partidos políticos de la oposición, que consideran que las limitaciones al precio del alquiler pueden retraer la oferta y dificultar aún más el acceso a la vivienda.
En 2024, el Tribunal Constitucional anuló parcialmente el artículo 16 de la norma, relativo a la permanencia obligatoria de la calificación de vivienda protegida, al considerar que invadía competencias autonómicas.